# Virtus Pallacanestro Bologna 1998-1999
Questa voce raccoglie le informazioni riguardanti la Virtus Pallacanestro Bologna nelle competizioni ufficiali della stagione 1998-1999.

## Stagione
La stagione 1998-1999 della Virtus Pallacanestro Bologna sponsorizzata Kinder è la 63ª nel massimo campionato italiano di pallacanestro, la Serie A1.

## Roster
Aggiornato al 11 dicembre 2021
| Kinder Virtus Bologna 1998-1999 | Kinder Virtus Bologna 1998-1999 |
| Giocatori                       | Staff tecnico                   |
| ------------------------------- | ------------------------------- |

| N. | Naz.                                        | Ruolo | Nome                | Anno | Alt.   | Peso   |  |
| -- | ------------------------------------------- | ----- | ------------------- | ---- | ------ | ------ |  |
| 5  | Jugoslavia (bandiera)                       | AP    | Predrag Danilović   | 1970 | 201 cm | 97 kg  |  |
| 6  | Italia (bandiera)                           | P     | Claudio Crippa      | 1961 | 184 cm | 75 kg  |  |
| 7  | Italia (bandiera)                           | G     | Alessandro Abbio    | 1971 | 193 cm | 85 kg  |  |
| 8  | Slovenia (bandiera) · Grecia (bandiera)     | C     | Radoslav Nesterovič | 1976 | 214 cm | 116 kg |  |
| 9  | Italia (bandiera)                           | P     | Enrico Ravaglia     | 1976 | 193 cm | 79 kg  |  |
| 9  | Argentina (bandiera) · Italia (bandiera)    | A     | Silvio Gigena       | 1975 | 200 cm | 98 kg  |  |
| 9  | Italia (bandiera)                           | P     | Fabio Ruini         | 1980 | 186 cm | 78 kg  |  |
| 10 | Argentina (bandiera) · Italia (bandiera)    | G     | Hugo Sconochini     | 1971 | 194 cm | 96 kg  |  |
| 11 | Italia (bandiera)                           | C     | Augusto Binelli (C) | 1964 | 213 cm | 118 kg |  |
| 12 | Italia (bandiera)                           | AC    | Alessandro Frosini  | 1972 | 209 cm | 110 kg |  |
| 13 | Stati Uniti (bandiera) · Irlanda (bandiera) | AC    | Dan O'Sullivan      | 1968 | 210 cm | 113 kg |  |
| 14 | Francia (bandiera)                          | P     | Antoine Rigaudeau   | 1971 | 201 cm | 95 kg  |  |
| 15 | Jugoslavia (bandiera)                       | AG    | Žarko Paspalj       | 1966 | 207 cm | 98 kg  |  |
| 15 | Italia (bandiera)                           | AG    | Matteo Panichi      | 1972 | 205 cm |        |  |
| 15 | Nigeria (bandiera)                          | C     | Michael Olowokandi  | 1975 | 213 cm | 122 kg |  |
| 15 | Stati Uniti (bandiera)                      | A     | Bill Edwards        | 1971 | 201 cm | 98 kg  |  |
| -  | Italia (bandiera)                           | A     | Andrea Maiani       | 1980 | 196 cm |        |  |

| Allenatore                                                       |
| - Ettore Messina                                                 |
| Assistente/i                                                     |
| - Giordano Consolini Legenda - (C) Capitano - Infortunato Roster |

## Mercato

### Sessione estiva
| Acquisti | Acquisti       | Acquisti          | Acquisti   | Acquisti |
| R.a      | Nome           | da                | Modalità   |          |
| -------- | -------------- | ----------------- | ---------- | -------- |
| C        | Dan O'Sullivan | Fortitudo Bologna | definitivo |          |
| AG       | Žarko Paspalj  | Aris Salonicco    | definitivo |          |

| Cessioni | Cessioni            | Cessioni                        | Cessioni       | Cessioni |
| R.       | Nome                | a                               | Modalità       |          |
| -------- | ------------------- | ------------------------------- | -------------- | -------- |
| C        | Zoran Savić         | Efes Pilsen                     | fine contratto |          |
| PG       | Steve Hansell       | Scaligera Verona                | fine contratto |          |
| AG       | Riccardo Morandotti | Pall. Roseto                    | fine contratto |          |
| C        | Tomas Ress          | Hileah Champagnat Catholic H.S. | fine contratto |          |

### Dopo l'inizio della stagione
| Acquisti | Acquisti           | Acquisti       | Acquisti        | Acquisti   |
| R.       | Nome               | da             | Data            | Modalità   |
| -------- | ------------------ | -------------- | --------------- | ---------- |
| A        | Silvio Gigena      | Basket Livorno | 31 ottobre 1998 | definitivo |
| C        | Michael Olowokandi | Free agent     | 5 gennaio 1999  | definitivo |
| A        | Bill Edwards       | Free agent     | 22 gennaio 1999 | definitivo |

| Cessioni | Cessioni           | Cessioni       | Cessioni         | Cessioni       |
| R.       | Nome               | a              | Data             | Modalità       |
| -------- | ------------------ | -------------- | ---------------- | -------------- |
| A        | Žarko Paspalj      | Free agent     | 23 dicembre 1998 | rescissione    |
| C        | Michael Olowokandi | L.A. Clippers  | 25 gennaio 1999  | rescissione    |
| A        | Silvio Gigena      | Olimpia Milano | 28 gennaio 1999  | fine contratto |

## Risultati
- Serie A1:
  - stagione regolare: 3ª classificata su 14 squadre (20-6);
  - playoff: semifinalista (4-3)
- Coppa Italia:  Vincente (5-1)
- Eurolega: finalista (15-8)
- Supercoppa: finalista (0-1)